# Kiarov
Kiarov (węg. Ipolykér) – wieś (obec) na Słowacji położona w kraju bańskobystrzyckim, w powiecie Veľký Krtíš. Pierwsze wzmianki o miejscowości pochodzą z 1271 roku.
Według danych z dnia 31 grudnia 2012 roku, wieś zamieszkiwało 312 osób, w tym 157 kobiet i 155 mężczyzn.
W 2001 roku rozkład populacji względem narodowości i przynależności etnicznej wyglądał następująco:
- Słowacy – 23,49%
- Czesi – 0,3%
- Romowie – 1,51%
- Węgrzy – 73,8%

Ze względu na wyznawaną religię struktura mieszkańców kształtowała się w 2001 roku następująco:
- Katolicy rzymscy – 91,87%
- Ewangelicy – 3,61%
- Ateiści – 2,11%
- Nie podano – 0,9%